# Sylvia Nooij
Sylvia Nooij (Amsterdam, 9 november 1984 – Zoutelande, 8 juli 2017) was een Nederlands voetbalster die als verdediger speelde voor Ter Leede, ADO Den Haag en het Nederlands elftal.

## Carrière
Nooij begon haar carrière bij SC Buitenveldert en maakte in 2004 de overstap naar Ter Leede, dat in die tijd tot de top van het vrouwenvoetbal in Nederland behoort. Bij de club uit Sassenheim won ze onder meer de KNVB beker en werd ze landskampioen.
In 2007 stapte Nooij over naar ADO Den Haag in de Eredivisie. Op 29 april 2011 scoorde ze haar eerste eredivisie doelpunt. In seizoen 2011/12 werd ze landskampioen met ADO Den Haag. In 2013 besloot zij de club te verlaten, om zich te gaan richten op haar maatschappelijke carrière bij Bureau Jeugdzorg in Leiden. Al snel bleek zij het voetballen echter te missen en begon de trainingen weer te bezoeken. Dit leidde tot enkele invalbeurten. In de zomer van 2014 speelde ze op uitnodiging van de Nederlandse eigenaren bij Dayton Dutch Lions FC in Ohio. Hier ontmoette ze de Amerikaanse Alexandra Warren, in wie zij veel talent herkende. Samen met Warren reisde ze terug naar Nederland en samen tekenden ze een contract van een half jaar bij ADO Den Haag. Daarnaast ging zij als assistent-trainer werken bij de meisjes van Jong ADO Den Haag. Nooij speelde uiteindelijk het hele seizoen voor ADO Den Haag, maar kon de eerdere successen met de club niet herhalen. Ze kwam slechts tot zes wedstrijden. In juni 2015 liet ze zich terug overschrijven naar SC Buitenveldert, waar ze in de jeugd speelde.
Op 8 juli 2017 overleed Nooij, op 32-jarige leeftijd, aan de gevolgen van een hartritmestoornis.

### Carrièrestatistieken
| Seizoen                     | Club                  | Land             | Competitie             | Competitie | Competitie | Beker | Beker | Internationaal | Internationaal | Overig | Overig | Totaal | Totaal |
| Seizoen                     | Club                  | Land             | Competitie             | Wed.       | Dlp.       | Wed.  | Dlp.  | Wed.           | Dlp.           | Wed.   | Dlp.   | Wed.   | Dlp.   |
| --------------------------- | --------------------- | ---------------- | ---------------------- | ---------- | ---------- | ----- | ----- | -------------- | -------------- | ------ | ------ | ------ | ------ |
| 2009/10                     | ADO Den Haag          | Nederland        | Eredivisie             | 14         | 0          | 0     | 0     | –              | –              | –      | –      | 14     | 0      |
| 2010/11                     | ADO Den Haag          | Nederland        | Eredivisie             | 17         | 1          | 0     | 0     | –              | –              | –      | –      | 17     | 1      |
| 2011/12                     | ADO Den Haag          | Nederland        | Eredivisie             | 16         | 0          | 0     | 0     | –              | –              | –      | –      | 16     | 0      |
| 2012/13                     | ADO Den Haag          | Nederland        | BeNe League Orange/WBL | 23         | 0          | 0     | 0     | 2              | 0              | 1      | 0      | 26     | 0      |
| 2013/14                     | ADO Den Haag          | Nederland        | Women's BeNe League    | 8          | 0          | 0     | 0     | –              | –              | –      | –      | 8      | 0      |
| 2014                        | Dayton Dutch Lions FC | Verenigde Staten | W-League               | ?          | ?          | -     | -     | –              | –              | –      | –      | ?      | ?      |
| 2014/15                     | ADO Den Haag          | Nederland        | Women's BeNe League    | 6          | 0          | 0     | 0     | –              | –              | –      | –      | 6      | 0      |
| Carrière totaal             | Carrière totaal       | Carrière totaal  | Carrière totaal        | 84         | 1          | 0     | 0     | 2              | 0              | 1      | 0      | 87     | 1      |
| Bijgewerkt tot 15 juli 2015 |                       |                  |                        |            |            |       |       |                |                |        |        |        |        |

In een wedstrijd tijdens het E.K. in Nederland kreeg Sylvia in de 32e minuut van het gehele publiek een staande ovatie.

## Interlandcarrière

### Nederland
Op 7 maart 2009 debuteerde Nooij voor Nederland in een vriendschappelijke wedstrijd tegen Canada (1 – 2).
| Interlands van Sylvia Nooij voor Nederland | Interlands van Sylvia Nooij voor Nederland | Interlands van Sylvia Nooij voor Nederland | Interlands van Sylvia Nooij voor Nederland | Interlands van Sylvia Nooij voor Nederland | Interlands van Sylvia Nooij voor Nederland |
| №                                          | Datum                                      | Wedstrijd                                  | Uitslag                                    | Soort Wedstrijd                            | Doelpunten                                 |
| Als speler bij ADO Den Haag                | Als speler bij ADO Den Haag                | Als speler bij ADO Den Haag                | Als speler bij ADO Den Haag                | Als speler bij ADO Den Haag                | Als speler bij ADO Den Haag                |
| ------------------------------------------ | ------------------------------------------ | ------------------------------------------ | ------------------------------------------ | ------------------------------------------ | ------------------------------------------ |
| 1.                                         | 7 maart 2009                               | Nederland – Canada                         | 1 – 2                                      | Vriendschappelijk                          | 0                                          |
| 2.                                         | 10 maart 2009                              | Nieuw-Zeeland – Nederland                  | 2 – 0                                      | Vriendschappelijk                          | 0                                          |
| 3.                                         | 13 juli 2009                               | Nederland – Zuid-Afrika                    | 3 – 2                                      | Vriendschappelijk                          | 0                                          |
| 4.                                         | 8 augustus 2009                            | Nederland – Polen                          | 2 – 0                                      | Vriendschappelijk                          | 0                                          |
| 5.                                         | 28 februari 2012                           | Nederland – Italië                         | 2 – 1                                      | Vriendschappelijk                          | 0                                          |
| 6.                                         | 6 maart 2012                               | Nederland – Nieuw-Zeeland                  | 4 – 2                                      | Vriendschappelijk                          | 0                                          |

## Erelijst

### MetTer Leede
| Nationaal                |    |         |
| Nederlands Landskampioen | 1x | 2006/07 |
| KNVB beker               | 1x | 2006/07 |

### MetADO Den Haag
| Nationaal                |    |                  |
| Nederlands Landskampioen | 1x | 2011/12          |
| KNVB beker               | 2x | 2011/12, 2012/13 |